# Im Minus-Bereich. Reinigungskräfte und ihr Kampf um Würde

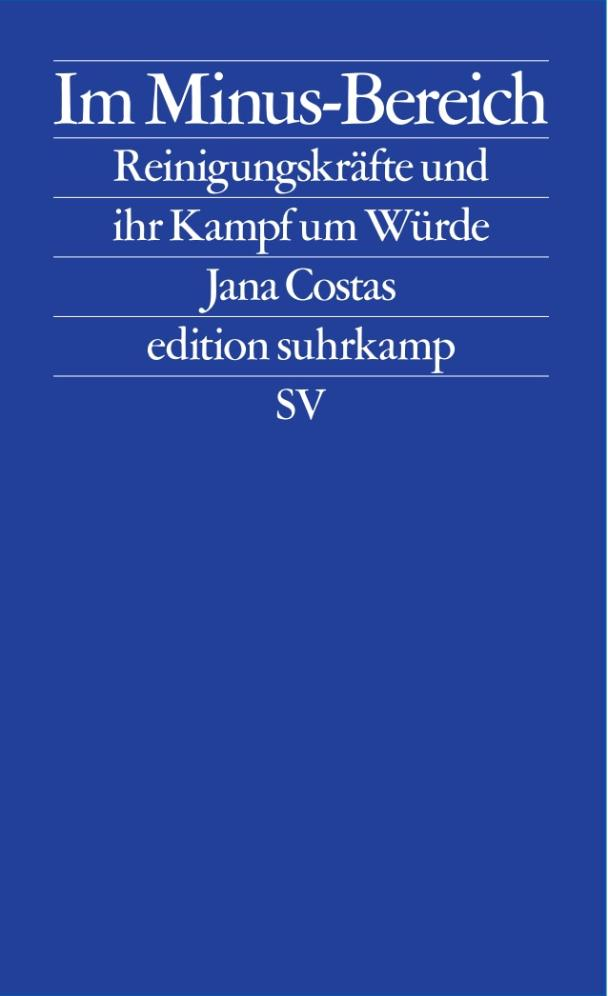
Buchcover der deutschen Ausgabe

Im Minus-Bereich. Reinigungskräfte und ihr Kampf um Würde ist der Titel eines Sachbuches der Autorin Jana Costas. Costas hält eine Professur für Betriebswirtschaftslehre an der Europa-Universität Viadrina in Frankfurt (Oder). In dem Buch thematisiert sie die Arbeitsbedingungen von Reinigungskräften in einem Hochhaus am Potsdamer Platz in Berlin. Die englische Ausgabe erschien 2022 bei Cambridge University Press, die deutsche Ausgabe 2023 im Suhrkamp Verlag.

## Inhalt
Costas hat sich für ihre Feldrecherche sechs Monate lang den Reinigungskräften eines großen Reinigungsunternehmens angeschlossen, das ein Hochhaus am Potsdamer Platz säubert. Dieses Hochhaus hat nicht nur viele Obergeschosse, sondern auch vier Untergeschosse, den titelgebenden Minus-Bereich. Minus-Bereich – benannt nach dem Minuszeichen, die in den Aufzügen vor der Geschosszahl steht. Dieser Bereich besteht aus labyrinthischen Gängen und fensterlosen Räumen, die einen harten Kontrast zu der Glitzerwelt der Obergeschosse bilden. Kaum einer der Besucher oder Bewohner der Obergeschosse verirrt sich in diese Welt, die einzig der Versorgung der „Oberwelt“ dient. Hier haben die Reinigungskräfte ihre Aufenthaltsräume und die Räume, die zur Lagerung und Versorgung dienen. Indem Costas die gleiche Arbeit wie die Reinigungskräfte erledigte, kam sie ihnen nahe und konnte deren Denken und deren Strukturen detailliert erfahren.
Das Buch besteht aus folgenden Kapiteln:
1. Das Areal: Eine futuristische Micro-City und die Präsenz der Reinigungskräfte von unten
Das erste Kapitel beschreibt die räumliche Umgebung, in der sich der Alltag der Gebäudereiniger abspielt. Die Außenanlagen, der Aufbau und vor allem die unterirdische Umgebung werden geschildert.
2. Wege in den Minus-Bereich: Alex, Ali, Luisa und Marcel
Dieses Kapitel gibt einen Überblick über die Reinigungsbranche, ihre Geschichte und ihre Arbeitnehmer. Vier der Reinigungskräfte stehen im Mittelpunkt: Alex, der eine Ausbildung zum Gebäudereiniger durchläuft, der Veteran Ali, der sich eine respektable Position erarbeitet hat, Luisa, eine Immigrantin, die versucht, in Deutschland Fuß zu fassen, und Marcel, ein Aussteiger aus Ostdeutschland, für den der Job die Rückkehr in ein bürgerliches Leben bedeutet. Es waren unterschiedliche Wege in die Branche, es macht aber auch deutlich, dass Arbeit diesen Menschen zu neuer Würde verholfen hat.
3. Ein Quell des Abscheus wie auch der Freude: Scham, Ekel, Stolz und Vergnügen bei der Arbeit mit Schmutz
Dieses Kapitel kreist um die unterschiedlichen Formen der Konfrontation und des Umgangs mit Schmutz. Schmutz ist für Reinigungskräfte die Quelle ganz unterschiedlicher Erfahrungen, die ein weites Spektrum von Frustration und Befriedigung, Abscheu und Faszination, Freiheit und Unterwürfigkeit wie Entwürdigung und Stolz umfassen können.
4. Jeder für sich im gemeinsamen Boot: Spaltungen und Allianzen in der Belegschaft
Auch unter den Reinigungskräften gab es Hierarchien und Abgrenzungen, die Beziehungen und Interaktionen sind vielfältig. Ihr Miteinander war von Allianzen und Gegnerschaften geprägt, sie betrachteten sich selbst nicht als einheitliche Gruppe.
5. Wenn Welten kollidieren: Reinigungskräfte in der Oberwelt
Der Kontakt mit Kunden und anderen Bewohnern der Oberwelt hatte weitreichenden Einfluss auf die Würde der Reinigungskräfte. Sie erlebten manchmal Wertschätzung, öfter aber wurden sie herabgewürdigt, übergangen oder ignoriert. Bereits kleine Anerkennung ihrer Person und ihrer Tätigkeit wie ein freundliches „Guten Morgen“ konnte erheblichen Einfluss auf das Selbstwertgefühl der Reinigungskräfte haben.
6. Die Schattenseite des Lebens: Taktiken gegen Überwachung
Die Reinigung wurde vielfältig kontrolliert, von Kunden, Security-Mitarbeitern, Vertretern des eigenen Managements und zuweilen auch von Kolleginnen. Diese Überwachung konnte das Selbstwertgefühl der Reiniger angreifen, da sie ein grundlegendes Misstrauen in ihre Fähigkeiten und in ihr Arbeitsethos widerspiegelt. Daher hatten sie vielfältige Strategien entwickelt, sich der Kontrolle zu entziehen.
Abschied vom Minus-Bereich
In diesem Kapitel fasst die Autorin ihre Erkenntnisse zusammen, die sie in dem halben Jahr in der Reinigungsbranche gesammelt hat. Es wird diskutiert, welche Auswirkungen die Beschäftigung „unsichtbarer“ Servicekräfte hat und ob sich daraus auf eine Rückkehr der Dienstbotengesellschaft schließen lässt.
Im letzten Kapitel werden die Methoden erläutert, die Anmerkungen im Text und die verwendete Literatur angegeben.

## Wirkung und Rezeption
Birthe Mühlhoff meinte in der Wochenzeitung Die Zeit, dass die Feldstudie sehr viel über dieses Milieu verrate. Costas thematisiere die Würde der Reinigungskräfte, die unsichtbar bleiben sollen, und beschreibe die Arbeitswelt, aber auch den Rassismus und den Sexismus untereinander. Mühlhoff kritisierte aber auch, dass die Ungleichheit in der Gesellschaft nicht angesprochen werde.
Livia Sarai Lergenmüller schrieb in der Süddeutschen Zeitung, Costas gelinge ein gutes Bild der Hierarchien und Diskriminierung unter den Reinigungskräften, sie zeige aber auch die geringe gesamtwirtschaftliche Wertschätzung und die Abhängigkeit von den Arbeitgebern auf. Das Buch hätte noch mehr gewonnen, wenn am Ende auch eine Handlungsaufforderung stünde.
Der Podcast Zwischen zwei Deckeln stellte fest, dass im Buch das zentrale Thema der Kampf um Würde und Anerkennung sei. Das sei schwierig, da die Reinigungskräfte am unteren Ende der Arbeitsmarkthierarchie stünden und kaum positive gesellschaftliche Statuszuschreibungen von außen erführen.
Jörg Wimalasena meinte in der Tageszeitung Die Welt, dass Costas den Kampf um Anerkennung und Würde erlebt habe, während sie mit den Reinigungskräften gearbeitet habe. Im Interview schildere Costas volatile Arbeitsverhältnisse, Outsourcing und hohen Arbeitsdruck. Die fehlenden Zugangshürden in den Job förderten in den Augen vieler Reinigungskräfte das Stigma, unqualifiziert und austauschbar zu sein.
Karin Sardadvar brachte in einer Besprechung in der Zeitschrift Arbeit zum Ausdruck, dass Costas eine beeindruckende ethnografische Studie gelungen sei, die außerdem gut lesbar und spannend geschrieben sei. Ihr gelinge eine dichte Beschreibung des Mikrokosmos Potsdamer Platz, der verschlungenen Beziehungen zwischen „Oberwelt“ und „Unterwelt“ und der Dramen der Würde, die sich dabei abspielen. Das Buch leiste einen guten Beitrag zum Thema sozialer Ungleichheit in wohlhabenden Industriestaaten.

## Ausgaben
- Jana Costas: Im Minus-Bereich: Reinigungskräfte und ihr Kampf um Würde. Aus dem Englischen von Richard Barth, Stephan Gebauer und Michael Müller. Suhrkamp, Berlin 2023, ISBN 978-3-518-12792-6.

- Jana Costas: Dramas of Dignity: Cleaners in the Corporate Underworld of Berlin. Cambridge University Press, Cambridge 2022, ISBN 978-1-108-47584-6.